# バウンス ko GALS
『バウンス ko GALS』（バウンス コギャル、英語: Bounce ko GALS）は、 原田眞人が監督した1997年の日本映画。

## あらすじ
金曜の午後の東京・渋谷、コギャルのマル（矢沢心）は援助交際を装ったヤクザの大島（役所広司）に、売春営業の邪魔になるとホテルで脅され、身分証や携帯電話を巻き上げられてしまった。マルに泣きつかれたコギャルのリーダー的存在であるジョンコ（佐藤仁美）は、大島のもとに出向くと、彼の求めに応じて援助交際とそれに群がる社会との相関図を解説する。そしてジョンコは、大島と協定を結ぶことでマルの持ち物を返してもらった。その協定とは、大島とある種の信頼関係を結び、また金だけ奪って逃げるような荒仕事を控えるというものである。同じ金曜の午後、家を出て単身アメリカ留学を夢見る帰国子女のリサ（岡元夕紀子）は、出発を明日に控え、資金作りのために渋谷に立ち寄っていた。ところが、ブルセラショップのサキ（桃井かおり）に紹介されて出向いたビデオ出演のバイトはイカサマで、加えて1年かけて貯めた現金30万円も奪い取られてしまう。リサにまとわりついていたスカウトのサップ（村上淳）のおかげで現場から逃げられはしたが、このままではアメリカに発つことはできない。そのバイトに居合わせてリサの事情を知ったラクちゃん（佐藤康恵）は、明日の出発時間までにアメリカでの必要な資金を稼ごうと、ジョンコに協力を求めた。リサの生き方が新鮮に映ったジョンコは、大島との協定違反を覚悟で、荒稼ぎをしていく。

## キャスト
- 佐藤仁美 - ジョンコ
- 佐藤康恵 - ラクちゃん
- 岡元夕紀子 - リサ
- 役所広司 - 大島
- 村上淳 - サップ
- 矢沢心 - マル
- 桃井かおり - サキ
- 万央里 - クジ
- 海藤れん - シンゴ
- 原田遊人 - モロ
- 池田裕成 - ネオン
- 清川均 - テラ
- 小堺一機 - 小出
- 塩屋俊、ミッキー・カーチス、今福将雄、奥山千世、佐藤恒治、吉家明仁、坂田雅彦、三輪ひとみ、京野ことみ ほか

## スタッフ
- 脚本・監督 - 原田眞人
- 音楽 - 川崎真弘
- プロジェクト・プランナー - 塩屋俊
- 撮影 - 阪本善尚
- 照明 - 高野和男
- 録音 - 中村淳
- 美術 - 丸山裕司
- 編集 - 阿部浩英
- 音響効果 - 柴崎憲治
- ビジコン担当 - 原田遊人
- ダンスディレクション - EIJI
- アートワーク協力 - リトルモア
- タイトル - マリンポスト
- MA - アオイスタジオ
- 現像 - IMAGICA
- Coプロデューサー - 飯泉宏之
- プロデューサー - 鈴木正勝
- 制作協力 - 塩屋俊アクターズクリニック、リク・コーポレーション、株式会社スカイホーク

## 受賞とノミネート
- 第40回ブルーリボン賞
  - 作品賞[3]
  - 監督賞 原田眞人[3]
  - 新人賞 佐藤仁美[4]
    - なお、役所広司は第40回ブルーリボン賞で主演男優賞を受賞しているが、対象とされたのは『うなぎ』および『失楽園』、『CURE』であり、本作は入っていない[5][6]。
- 第22回報知映画賞
  - 監督賞 原田眞人[7]
  - 主演男優賞 役所広司 - 対象作品は、本作のほか『うなぎ』と『失楽園』[5]。